# Prikrnica
Prikrnica este o localitate din comuna Moravče, Slovenia, cu o populație de 60 de locuitori.